# Gulmaskad papegoja
Gulmaskad papegoja (Alipiopsitta xanthops) är en fågel i familjen västpapegojor inom ordningen papegojfåglar.

## Utseende och läte
Gulmaskad papegoja är en 26,5 cm lång papegojfågel i grönt och gult. Hjässan är gul, liksom tygel och kinder. Resten av huvudet är gult med gröna fjäll. Undersidan är gröngul, också med gröna fjäll. På bröstsidorna syns gula fläckar med inslag av orange. Näbben är distinkt med mestadels mörk övre näbbhalva och gulaktig undre. Runt ögat syns en tydlig vit ring. Ungfågeln är grönare än den adulta och har mindre gult på huvudet. Lätena beskrivs som ljusa "kréwe-kréwe" och "grayo-grayo".

## Utbredning och systematik
Fågeln återfinns i inlandet i Brasilien (Maranhão) till norra Paraguay och östra Bolivia. Den behandlas som monotypisk, det vill säga att den inte delas in i några underarter.

### Släktestillhörighet
Tidigare placerades den i släktet Amazona men flera studier har visat att den är närmare släkt med kortstjärtad papegoja (Graydidascalus brachyurus) och papegojorna i släktet Pionus, varvid den numera förs till det monotypiska släktet Alipiopsitta. 

## Status
Gulmaskad papegoja tros minska relativt kraftigt i antal på grund av habitatförlust. Internationella naturvårdsunionen IUCN listar därför arten som nära hotad.